# Temporada 2017-18 da Nationale Masculine 1
A Temporada 2017-18 da Nationale Masculine 1 é a 69ª edição da competição relativa a terceira divisão do basquetebol francês. Credencia ao campeão da temporada regular e ao vencedor dos playoffs de promoção uma vaga na liga LNB Pro B na próxima temporada, bem como relega as quatro equipes pior qualificadas para a Nationale Masculine 2.

## Clubes participantes
| Clube                                  | Arena                                | Capacidade | Localização          |
| -------------------------------------- | ------------------------------------ | ---------- | -------------------- |
| ALS Basket Andrézieux-Bouthéon         | Palais des Sports                    | 2 730      | Andrézieux-Bouthéon  |
| US Aubenas Basket                      | Halle des sports                     |            | Aubenas              |
| Stade olympique maritime boulonnais    | Salle Damrémont                      | 1 650      | Boulogne-sur-Mer     |
| Brissac Aubance Basket                 | Complexe du Marin                    | 1 200      | Brissac-Quincé       |
| Vendée Challans Basket                 | Salle Michel-Vrignaud                | 3 200      | Challans             |
| Union Basket Chartres Métropole        | Halle Jean-Cochet                    | 1 200      | Chartres             |
| GET Vosges                             | Palais des Sports                    | 2 300      | Épinal               |
| Basket Club Gries Oberhoffen           | Espace Sport La Foret                | 1 450      | Gries                |
| La Charité Basket 58                   | Centre Sportif Georges-Picq          | 690        | La Charité-sur-Loire |
| Cercle d'éducation physique de Lorient | Salle Kervaric                       | 3 800      | Lorient              |
| BC Orchies                             | Davo Pévèle Arena                    | 5 026      | Orchies              |
| Centre fédéral BB                      | Salle Marie-Thérèse-Eyquem           | 300        | Paris                |
| Rueil Athletic Club                    | Stadium                              | 1 200      | Rueil-Malmaison      |
| Saint-Quentin Basket-Ball              | Palais des Sports Pierre-Ratte       | 3 700      | Saint-Quentin        |
| Saint-Vallier Basket Drôme             | Complexe sportif des deux Rives      | 2 132      | Saint-Vallier        |
| SAP Vaucluse                           | Gymnase de la plaine sportive        | 1 200      | Avinhão              |
| Basket Club Souffelweyersheim          | Salle des Sept Arpents               | 1 500      | Souffelweyersheim    |
| Union Tarbes Lourdes PB                | Palais des sports du quai de l'Adour | 1 650      | Tarbes               |

## Temporada regular

### Classificação
| Pos. | Clube                                  | Pt. | J  | V  | D  | P+   | P-   | SP    | Classificação        |
| ---- | -------------------------------------- | --- | -- | -- | -- | ---- | ---- | ----- | -------------------- |
| 1    | Basket Club Gries Oberhoffen           | 65  | 34 | 31 | 3  | 2963 | 2462 | 501   | Promovido para Pro B |
| 2    | Saint-Vallier Basket Drôme             | 60  | 34 | 26 | 8  | 2812 | 2402 | 410   | Playoffs             |
| 3    | Rueil Athletic Club                    | 58  | 34 | 24 | 10 | 2816 | 2654 | 162   | Playoffs             |
| 4    | Saint-Quentin Basket-Ball              | 58  | 34 | 24 | 10 | 2723 | 2453 | 270   | Playoffs             |
| 5    | Union Basket Chartres Métropole        | 57  | 34 | 23 | 11 | 2880 | 2673 | 207   | Playoffs             |
| 6    | Brissac Aubance Basket                 | 52  | 34 | 18 | 16 | 2775 | 2674 | 101   | Playoffs             |
| 7    | Vendée Challans Basket                 | 51  | 34 | 17 | 17 | 2654 | 2747 | -93   | Playoffs             |
| 8    | Cercle d'éducation physique de Lorient | 51  | 34 | 17 | 17 | 2624 | 2588 | 36    | Playoffs             |
| 9    | Stade olympique maritime boulonnais    | 51  | 34 | 17 | 17 | 2618 | 2632 | -14   | Playoffs             |
| 10   | Basket Club Souffelweyersheim          | 50  | 34 | 16 | 18 | 2685 | 2611 | 74    |                      |
| 11   | ALS Basket Andrézieux-Bouthéon         | 49  | 34 | 15 | 19 | 2741 | 2764 | -23   |                      |
| 12   | US Aubenas Basket                      | 48  | 34 | 14 | 20 | 2463 | 2522 | -59   |                      |
| 13   | La Charité Basket 58                   | 47  | 34 | 16 | 17 | 2770 | 2743 | 27    |                      |
| 14   | Union Tarbes Lourdes PB                | 46  | 34 | 12 | 22 | 2470 | 2585 | -115  | Rebaixados para NM2  |
| 15   | SAP Vaucluse                           | 45  | 34 | 11 | 23 | 2678 | 2714 | -36   | Rebaixados para NM2  |
| 16   | BC Orchies                             | 44  | 34 | 14 | 20 | 2581 | 2647 | -66   | Rebaixados para NM2  |
| 17   | GET Vosges                             | 44  | 34 | 10 | 24 | 2537 | 2756 | -219  | Rebaixados para NM2  |
| 18   | Centre fédéral BB                      | 35  | 34 | 1  | 33 | 1978 | 3141 | -1163 |                      |

### Resultados
| Casa\Visitante                         | ALS     | AUB   | BOU    | BRI    | CHA    | CHT     | GET    | GRI    | LAC    | LOR   | ORC    | CFB    | RUE    | SQU    | SVA    | SAP    | SOU    | TAR    |
| -------------------------------------- | ------- | ----- | ------ | ------ | ------ | ------- | ------ | ------ | ------ | ----- | ------ | ------ | ------ | ------ | ------ | ------ | ------ | ------ |
| ALS Basket Andrézieux-Bouthéon         |         | 89-83 | 84-88  | 88-91  | 92-71  | 93-77   | 87-80  | 66-90  | 93-90  | 80-69 | 66-69  | 101-51 | 92-95  | 82-87  | 68-90  | 74-67  | 74-72  | 81-90  |
| US Aubenas Basket                      | 85-66   |       | 68-67  | 81-80  | 86-64  | 72-73   | 61-67  | 82-92  | 88-95  | 84-74 | 75-65  | 97-54  | 69-83  | 72-80  | 82-74  | 78-60  | 71-69  | 67-59  |
| Stade olympique maritime boulonnais    | 79-73   | 74-68 |        | 77-74  | 69-94  | 72-71   | 67-60  | 58-71  | 86-75  | 73-66 | 81-74  | 87-45  | 98-69  | 64-77  | 74-66  | 85-56  | 73-93  | 85-78  |
| Brissac Aubance Basket                 | 107-101 | 83-62 | 86-84  |        | 71-85  | 100-66  | 80-83  | 76-108 | 74-78  | 93-72 | 100-75 | 103-70 | 69-78  | 80-66  | 104-78 | 76-70  | 92-83  | 89-78  |
| Vendée Challans Basket                 | 64-83   | 78-64 | 78-71  | 80-79  |        | 62-92   | 103-86 | 76-84  | 94-88  | 92-86 | 73-69  | 90-54  | 72-80  | 87-91  | 68-94  | 71-69  | 87-74  | 78-98  |
| Union Basket Chartres Métropole        | 94-82   | 81-75 | 99-91  | 84-92  | 95-82  |         | 91-87  | 80-83  | 94-92  | 82-67 | 97-83  | 95-64  | 111-71 | 97-71  | 95-83  | 97-93  | 101-85 | 103-69 |
| GET Vosges                             | 69-78   | 57-54 | 69-79  | 76-68  | 66-72  | 85-98   |        | 95-99  | 84-76  | 71-65 | 60-76  | 85-65  | 79-90  | 77-79  | 70-89  | 85-90  | 88-81  | 69-60  |
| Basket Club Gries Oberhoffen           | 92-62   | 86-70 | 86-80  | 90-72  | 88-78  | 92-76   | 99-72  |        | 86-68  | 90-61 | 92-78  | 105-43 | 91-70  | 100-89 | 66-60  | 84-74  | 114-81 | 76-68  |
| La Charité Basket 58                   | 90-85   | 87-71 | 104-99 | 90-81  | 96-73  | 91-96   | 93-72  | 86-96  |        | 86-89 | 95-83  | 101-60 | 94-104 | 70-82  | 79-67  | 84-91  | 82-80  | 83-77  |
| Cercle d'éducation physique de Lorient | 73-69   | 68-77 | 89-88  | 83-88  | 97-79  | 79-71   | 102-76 | 72-73  | 92-67  |       | 74-69  | 78-51  | 89-79  | 81-74  | 75-78  | 74-71  | 92-71  | 82-69  |
| BC Orchies                             | 70-78   | 73-59 | 83-62  | 87-81  | 72-78  | 82-104  | 82-71  | 71-74  | 64-77  | 83-75 |        | 94-57  | 73-72  | 61-71  | 72-83  | 66-64  | 71-69  | 74-90  |
| Centre fédéral BB                      | 71-82   | 48-55 | 71-90  | 45-101 | 66-112 | 52-93   | 63-98  | 47-100 | 66-100 | 68-82 | 56-96  |        | 86-91  | 52-93  | 53-90  | 51-101 | 62-103 | 71-67  |
| Rueil Athletic Club                    | 101-64  | 78-67 | 91-74  | 69-73  | 97-47  | 87-73   | 98-82  | 85-80  | 92-86  | 72-76 | 99-87  | 75-64  |        | 68-59  | 72-77  | 85-72  | 85-69  | 79-62  |
| Saint-Quentin Basket-Ball              | 100-90  | 76-67 | 85-51  | 85-70  | 81-65  | 86-56   | 99-72  | 73-57  | 82-87  | 76-59 | 72-69  | 88-38  | 81-83  |        | 77-65  | 91-71  | 79-87  | 88-77  |
| Saint-Vallier Basket Drôme             | 103-83  | 83-46 | 90-63  | 74-36  | 63-54  | 90-74   | 101-66 | 83-76  | 88-74  | 77-73 | 98-83  | 97-50  | 82-83  | 81-62  |        | 94-90  | 80-63  | 89-71  |
| SAP Vaucluse                           | 61-81   | 70-72 | 77-89  | 72-71  | 103-92 | 100-102 | 76-64  | 74-83  | 83-73  | 58-75 | 81-82  | 100-67 | 85-84  | 84-73  | 73-84  |        | 92-98  | 97-56  |
| Basket Club Souffelweyersheim          | 77-74   | 82-72 | 85-74  | 84-58  | 77-83  | 70-85   | 61-57  | 70-76  | 83-60  | 69-67 | 100-70 | 95-66  | 97-74  | 73-76  | 63-64  | 109-94 |        | 57-55  |
| Union Tarbes Lourdes PB                | 73-72   | 82-91 | 77-66  | 72-77  | 66-74  | 81-73   | 74-59  | 66-84  | 84-64  | 84-69 | 63-75  | 96-51  | 75-77  | 60-74  | 64-97  | 64-59  | 65-55  |        |

## Playoffs

### Confrontos
|  | Quartas-de-final | Quartas-de-final    | Quartas-de-final   |         |                  | Semifinais | Semifinais | Semifinais |  |  | Final | Final              | Final |
|  |                  |                     |                    |         |                  |            |            |            |  |  |       |                    |       |
|  |                  | Saint-Vallier       | 0                  |         |                  |            |            |            |  |  |       |                    |       |
|  |                  | Boulogne-sur-Mer    | 2                  |         |                  |            |            |            |  |  |       |                    |       |
|  |                  | Boulogne-sur-Mer    | 2                  |         | Boulogne-sur-Mer | 1          |            |            |  |  |       |                    |       |
|  |                  |                     |                    |         | Boulogne-sur-Mer | 1          |            |            |  |  |       |                    |       |
|  |                  |                     | Chartres Métropole | 2       |                  |            |            |            |  |  |       |                    |       |
|  |                  | Chartres Métropole  | Chartres Métropole | 2       | 2                |            |            |            |  |  |       |                    |       |
|  |                  | Chartres Métropole  |                    |         | 2                |            |            |            |  |  |       |                    |       |
|  |                  | Brissac             | 1                  |         |                  |            |            |            |  |  |       |                    |       |
|  |                  |                     |                    |         |                  |            |            |            |  |  |       | Chartres Métropole | 2     |
|  |                  |                     |                    | Lorient | 0                |            |            |            |  |  |       |                    |       |
|  |                  | Rueil Athletic Club | 1                  |         |                  |            |            |            |  |  |       |                    |       |
|  |                  | Lorient             | 2                  |         |                  |            |            |            |  |  |       |                    |       |
|  |                  | Lorient             | 2                  |         | Lorient          | 2          |            |            |  |  |       |                    |       |
|  |                  |                     |                    |         | Lorient          | 2          |            |            |  |  |       |                    |       |
|  |                  |                     | Saint-Quentin      | 1       |                  |            |            |            |  |  |       |                    |       |
|  |                  | Saint-Quentin       | Saint-Quentin      | 1       | 2                |            |            |            |  |  |       |                    |       |
|  |                  | Saint-Quentin       |                    |         | 2                |            |            |            |  |  |       |                    |       |
|  |                  | Vendée Challans     | 1                  |         |                  |            |            |            |  |  |       |                    |       |

#### Quartas de final
| Time 1                     | Série | Time 2           | 1º Jogo | 2º Jogo | 3º Jogo |
| -------------------------- | ----- | ---------------- | ------- | ------- | ------- |
| Saint-Vallier Basket Drôme | 0 - 2 | Boulogne-sur-Mer | 91-96   | 87-90   |         |
| Chartres Métropole         | 2 - 1 | Brissac          | 87-79   | 50-94   | 103-94  |
| Rueil Athletic Club        | 1 - 2 | Lorient          | 70-82   | 81-78   | 79-84   |
| Saint-Quentin              | 2 - 1 | Vendée Challans  | 76-60   | 71-76   | 85-76   |

#### Semifinal
| Time 1           | Série | Time 2             | 1º Jogo | 2º Jogo | 3º Jogo |
| ---------------- | ----- | ------------------ | ------- | ------- | ------- |
| Boulogne-sur-Mer | 1 - 2 | Chartres Métropole | 86-94   | 85-83   | 80-92   |
| Lorient          | 2 - 1 | Saint-Quentin      | 94-86   | 69-72   | 78-74   |

#### Final
| Time 1             | Série | Time 2  | 1º Jogo | 2º Jogo | 3º Jogo |
| ------------------ | ----- | ------- | ------- | ------- | ------- |
| Chartres Métropole | 2 - 0 | Lorient | 98-84   | 91-86   |         |

## Promoção e rebaixamento
Promoção para a LNB Pro B: BC Gries Oberhoffen (campeão), 
 Rebaixados para a Nationale Masculine 2: Union Tarbes Lourdes PB, SAP Vaucluse, BC Orchies e GET Vosges